# V for Vendetta
V de Vingança (versão em português para V for Vendetta) é uma série de histórias em quadrinhos escrita por Alan Moore e em grande parte desenhada por David Lloyd. A história se passa em um futuro distópico e pós-apocalíptico de 1997 no Reino Unido, em que um misterioso Revolucionário tenta destruir o Estado, através de ações diretas.
V de Vingança foi publicado originalmente entre 1982 e 1983 em preto e branco pela editora britânica Warrior, mas não chegou a ser finalizado. Em 1988, incentivados pela DC Comics, Allan Moore e David Lloyd retomaram a série e a concluíram com uma edição colorida. A série completa foi republicada nos EUA pelo selo Vertigo da DC e no Reino Unido pela Titan Books. No Brasil, foi publicada em 1989 em cinco edições em cores pela Editora Globo e mais tarde pela Via Lettera, em dois volumes em preto e branco; em 2006 teve uma edição especial pela Panini, em volume único, colorido e com material extra. Atendendo a pedidos, em 2012 a Panini relançou esta edição especial.

## Enredo
O enredo é situado num passado futurista (uma espécie de passado alternativo), numa realidade em que um partido de índole totalitária ascende ao poder, após uma guerra nuclear. A analogia com o regime fascista é inevitável: o governo tem o controle da mídia, há uma polícia secreta e campos de concentração para minorias raciais e sexuais - à semelhança do que escreveu Hannah Arendt no seu livro "Origens do totalitarismo", de 1951. Existe também um sistema de monitoramento mediante o uso de câmeras, nos moldes de 1984, de George Orwell, escrito em 1948, quando o CFTV ainda não existia tal como é hoje.
A história em quadrinho foi escrita no momento em que a Inglaterra, sob a liderança da primeira ministra Margaret Thatcher, estava implementando o modelo econômico neoliberal, ao mesmo tempo em que o chamado socialismo real   entrava em colapso na U.R.S.S..
"V" (codinome do protagonista) tem uma postura anarquista.
Nesta obra, o caráter totalitário do Estado é mostrado, tal como  escreveram vários teóricos anarquistas - Enrico Malatesta (nos seus Escritos revolucionários), Mikhail Bakunin, Pierre Joseph Proudhon, Max Stirner, Emma Goldman, Piotr Kropotkin e Henry David Thoreau.

## História
A história começa após o fim do conflito político, com os campos de concentração desativados e a população complacente com a situação, até que surge "V" — um anarquista que veste uma máscara estilizada de Guy Fawkes e é possuidor de uma vasta gama de habilidades e recursos. Ele então inicia uma elaborada e teatral campanha para derrubar o Estado, em grande parte inspirada na chamada Conspiração da Pólvora do início do século XVII, da qual Guy Fawkes participou.

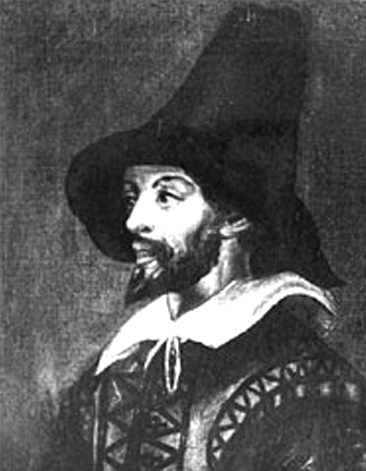
Guy Fawkes.

No processo, conhece Evey, garota que perdeu os pais durante a guerra. Evey é tratada por V como aprendiz, sempre sendo apresentada à resquícios de uma cultura perdida por causa da guerra e degradação da sociedade.

## Recepção
A edição de fevereiro de 1999 do "The Comics Journal" fez uma pesquisa sobre o "The Top 10 Comics of the Century" e "V for Vendetta" alcançou o 83º lugar.
Em 5 de novembro de 2019, a BBC News listou V for Vendetta em sua lista de Lista dos 100 romances "mais inspiradores".

## Impacto cultural
O Anonymous, um grupo baseado na Internet, adotou a máscara de Guy Fawkes como seu símbolo (em referência a um meme da internet). Os membros do grupo usavam tais máscaras, por exemplo, durante os protestos do Projeto Chanology contra a Igreja da Cientologia em 2008. Alan Moore, o autor dos quadrinhos, falou sobre o uso das máscaras de Guy Fawkes, adotado a partir de V for Vendetta, em uma entrevista à Entertainment Weekly:
Eu também estava bastante animado outro dia quando assisti ao noticiário ao ver que houve manifestações em frente à sede da Cientologia por aqui e, de repente, vi uma filmagem mostrando todos esses manifestantes vestindo as máscaras de Guy Fawkes de V for Vendetta. Isso me agradou. Isso me deu um pouco de entusiasmo.
Segundo a revista Time, a adoção da máscara por manifestantes levou a se tornar a máscara mais vendida na Amazon.com, vendendo centenas de milhares de exemplares anualmente.

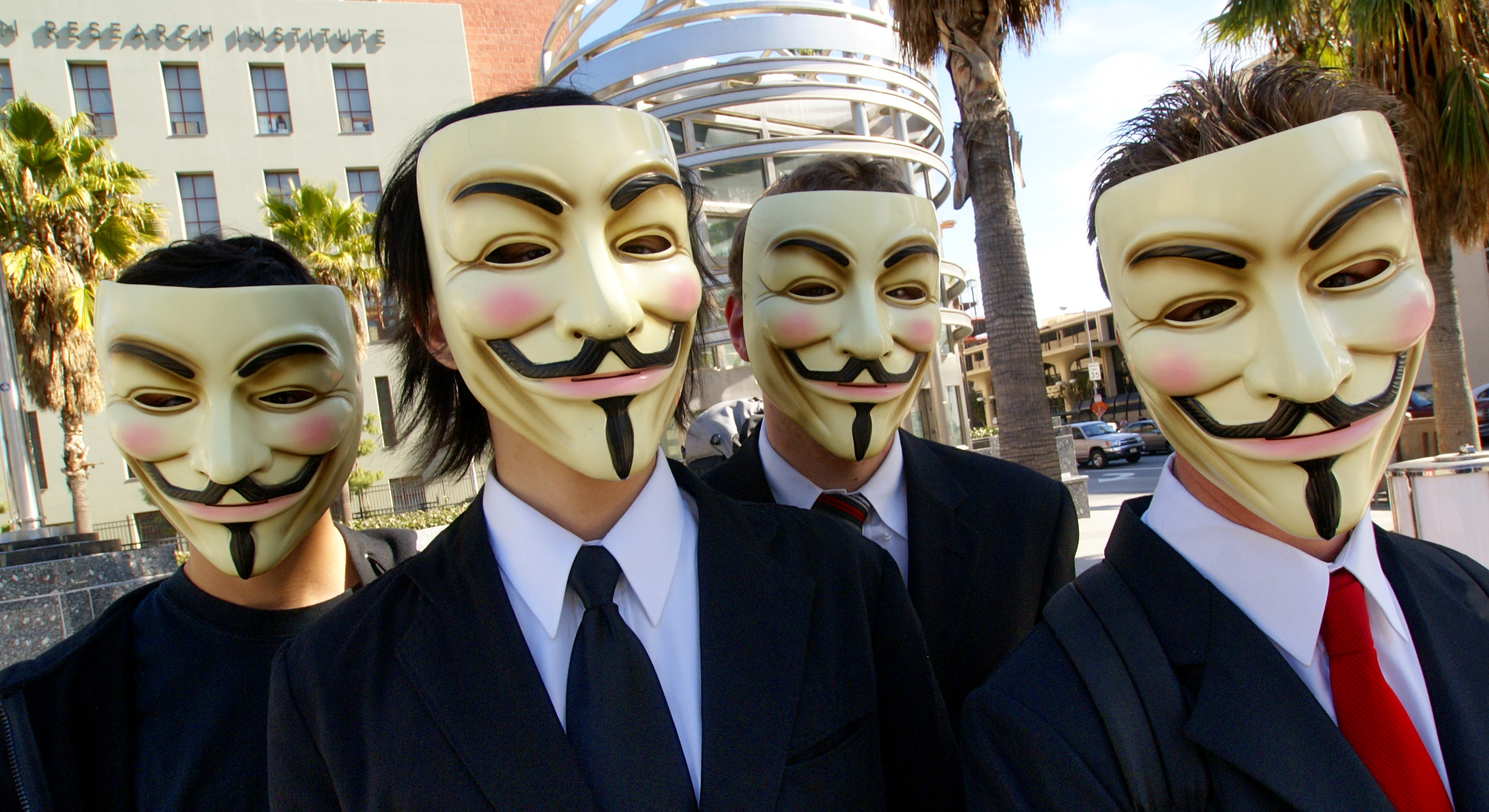
Membros do grupo Anonymous usando a máscara de Guy Fawkes em Los Angeles, Estados Unidos, em 2008.

O filme supostamente inspirou alguns dos jovens egípcios, antes e durante a revolução egípcia de 2011.
Em 23 de maio de 2009 manifestantes vestidos como o personagem V e usaram um barril de pólvora falso no Parlamento do Reino Unido, em Londres, enquanto protestavam contra as despesas dos deputados britânicos.
Durante o movimento Occupy Wall Street, nos Estados Unidos, e em outras manifestações semelhantes ao redor do mundo, a máscara tornou-se conhecida internacionalmente como um símbolo da revolução popular. O artista David Lloyd, declarou: "A máscara de Guy Fawkes tornou-se uma marca comum e um cartaz conveniente para usar em protestos contra a tirania — e eu estou feliz que as pessoas a usem, parece bastante original, um ícone da cultura popular sendo usado para este caminho."
Em 17 de novembro de 2012, policiais em Dubai advertiu contra o uso de máscaras de Guy Fawkes pintadas com as cores da bandeira dos Emirados Árabes Unidos durante qualquer celebração associada com o "Dia Nacional dos Emirados Árabes Unidos "(2 de dezembro), declarando que tal uso um ato ilegal.
Durante os protestos no Brasil em 2013, vários manifestantes também usaram a máscara como símbolo de suas reivindicações.